# Opel Rocks-e
Az Opel Rocks-e egy kétüléses könnyű, akkumulátoros elektromos kisautó, amelyet a német Opel autógyártó gyárt 2021-től.

## Előadás
Az Opel Rocks-e-t 2021. augusztus 25-én mutatták be, és a marokkói kenitrai PSA-gyárban gyártják testvérautóival, a Citroën Amivel és a Fiat Topolinóval együtt.
A Citroën Amihez és a Fiat Topolinóhoz képest a négykerekű neve nem merít ihletet korábbi típusokból.

## Leírás
A Rocks-e az Amihoz hasonlóan elülső és oldalsó szimmetriát mutat be: valójában az első és a hátsó lökhárítók azonosak, míg az ajtónyílások aszimmetrikusak, azaz hátul a vezetőoldali csuklópántosak. és elöl az utasoldalon. Az egyetlen különbség a Citroën modellhez képest a testreszabásban és főleg az esztétikai részletekben rejlik.
Belül két szimmetrikus ülés található, amelyek közül csak a vezetőülés csúsztatható. A műszerfalon egy mobiltelefon-tartó található, amelyen keresztül az Opel alkalmazás segítségével lehet kommunikálni az autóval.
Van egy 63 literes csomagtartó.

## Technika
6 kW-os villanymotor 75 km-es hatótávolságot garantál. Maximális sebessége 45 km/óra. Az Opel Rocks-e elsőkerék-meghajtású. Az 5,5 kWh-s akkumulátor a padló alatt található. Az autó újratölthető az utasoldali ajtóoszlopban elhelyezett töltőkábellel. A kerekek 14 hüvelyk átmérőjűek.

## Fordítás
Ez a szócikk részben vagy egészben  az   Opel Rocks-e című olasz Wikipédia-szócikk ezen változatának fordításán alapul.  Az eredeti cikk szerkesztőit annak laptörténete sorolja fel. Ez a jelzés csupán a megfogalmazás eredetét és a szerzői jogokat jelzi, nem szolgál a cikkben szereplő információk forrásmegjelöléseként.